# 안도니 고이코에체아 올라스코아가
안도니 고이코에체아 올라스코아가(스페인어: Andoni Goikoetxea Olaskoaga, 1956년 5월 23일, 바스크 지방 알론소테기 ~)는 줄여서 고이코(스페인어: Goiko)로 알려진 스페인의 전 축구 선수이자 감독이다.
현역 시절, "빌바오의 도살자"로 수식되었던 거친 중앙 수비수였던 고이코에체아는 주로 아틀레틱 빌바오에서 활약하였고, 또한 스페인 국가대표팀과 에우스카디 11인 대표로 활동했었다. 그의 소속 구단 지지자들은 알론소테기의 거인(El Gigante de Alonsotegui)으로 부르기도 하였다.
1980년대에 스페인을 대표로 40경기 출전한 고이코에체아는 자국을 대표로 1번의 FIFA 월드컵과 1번의 UEFA 유럽 축구 선수권 대회에 출전하였다.

## 클럽 경력
고이코에체아는 비스카야 주 알론소테기 출신으로, 인근의 아르부요에서 축구를 시작한 뒤 1973년에 아틀레틱 빌바오로 이적하게 되었고, 이듬해 2군 경기에 출전하였고, 이후에 1군 선수단에 이름을 올렸다. 그는 데뷔 첫 해에 27번의 라 리가 경기에 출전해 4골을 기록했지만, 이어지는 3년 동안 도합하여 24경기에 나서는 데에 그쳤다.
1980년대, 다니, 호세 라몬 가예고, 호세 누녜스, 마누엘 사라비아, 그리고 안도니 수비사레타와 더불어 고이코는 하비에르 클레멘테 감독이 이끄는 빌바오의 중흥기를 장식한 일원이었다. 1983-84 시즌, 바스크 연고 구단은 리그 정상을 차지하였고, 같은 해 코파 델 레이도 석권해 2관왕의 위업을 달성하였다.

### 마라도나에 범한 반칙
1983년 9월 24일, 고이코에체아는 디에고 마라도나에 악명 높은 반칙을 범했는데, 이 사건은 "스페인 축구 역사상 범한 최악의 반칙"으로 수식되며, 캄 노우에서 벌어진 이 리그 경기에서, 고이코에체아는 아르헨티나인을 뒤에서 걸어 넘어뜨렸고, 그 결과 발목이 골절되었다. 마라도나는 골절 당시 들은 소리를 나무 부러지는 소리에 비교했고, 이후 잉글랜드 기자 에드워드 오언은 고이코에체아를 묘사할 호칭으로 "빌바오의 도살자"를 붙였고, 그에게 붙은 꼬리표는 현역 시절에 계속 따라다녔다. 마라도나와 같은 국적이며, 당시 바르셀로나의 지휘봉을 잡았던 세사르 루이스 메노티는 스페인 선수를 "'반축구인'의 족속"이라고 비난하였고, 영구 출장 정지를 요청했다. 고이코에체아는 이 사건으로 스페인 왕립 축구 연맹으로부터 10경기 출장 정지 징계를 받았고, 이후의 보도에 따르면 "(마라도나의) 발목 힘줄을 파괴하는데 쓰인... 축구화"는 자택의 유리 상자 안에 보관된 것으로 알려졌다.
사건 발생 2년 전, 고이코에체아는 또다른 바르셀로나의 미드필더로 카탈루냐 연고 구단에서 활동하던 베언트 슈스터에 중상을 입혔고, 독일인은 복귀 후로도 당시 당한 오른쪽 무릎 부상에서 완전히 재활하지 못했다. 고이코에체아와 마라도나가 1984년 5월에 1-0으로 빌바오가 승리한 코파 델 레이 결승전에서 재회했을 때, 양 선수단 간의 패싸움이 일어났는데, 고이코에체아는 이번에 마라도나의 가슴을 걷어찼다. 이후, 그는 처음에 18경기 출장 정지 징계를 받았지만, 이후 징계는 7경기 출장 정지로 경감되었다.

### 말년
아틀레티코 마드리드에서 3년을 보내면서 고이코에체아는 출전 기회를 얻지 못했고, 아틀레틱 소속으로 369번의 공식 경기에 나서서 44골을 넣은 그는 거의 34세가 되어서 은퇴하였다.

## 국가대표팀 경력
고이코에체아는 스페인 국가대표팀 경기에 39번 출전하였는데, 1983년 2월 16일에 네덜란드를 상대로 국가대표팀 신고식을 치렀다. 그는 스페인을 대표로 UEFA 유로 1984와 1986년 FIFA 월드컵에 참가했었다. 후자의 대회에서는 덴마크와의 16강전 경기에서 국가대표팀으로 활약하면서 넣은 4골 중 1골을 기록해 4골을 넣은 에밀리오 부트라게뇨와 5-1 승리를 합작하였다.
고이코에체아는 1978년과 1990년 사이 바스크 대표팀 경기에 4번 출전하기도 했다.

## 감독 경력
고이코에체아는 은퇴 2년 후 감독일을 시작하였는데, 1996년부터 구단 감독을 맡기 시작하여 감독직을 살라망카 2번, 콤포스텔라 1번, 누만시아 2번, 라싱 산탄데르 1번, 그리고 라요 바예카노 1번 맡았다. 1996-97 시즌, 살라망카를 준우승으로 1부 리그에 올려놓았다. 앞서 그는 미국에서 열린 1994년 FIFA 월드컵에서 빌바오 시절 그를 지도했던 클레멘테 감독을 보좌하여 스페인 국가대표팀 수석 코치를 맡기도 했었다.
2007년 6월, 고이코에체아는 알리칸테 연고의 2부 리그 구단 에르쿨레스에 입단하였지만, 구단의 내부 조직에 "석연치 않다"고 짚은 것으로 인해 구단으로부터 자격 정지되어 시즌 종료 후 방출되었다. 2013년 2월, 그는 적도 기니 감독으로 내정되었으나, 2015년 1월, 2015년 아프리카 네이션스컵 개막 3주를 앞두고 포르투갈 하부 리그 구단에 패하는 것을 포함해 친선경기에서 성적이 부진하여 경질되었다.

## 플레이스타일
고이코에체아는 거친 경기 방식으로 악명이 높은데, 마라도나와 슈스터에 범한 악랄한 반칙(마라도나에 범한 반칙 부문 확인)만으로 "빌바오의 도살자"라는 수식어가 붙은 것이 아니었다. 2007년, 잉글랜드 정간지 타임스는 그를 "역대 가장 거친 수비수"로 선정했다.

## 경력 통계

### 클럽
| 클럽      | 클럽                | 클럽      | 리그 | 리그 | 컵           | 컵           | 리그컵                 | 리그컵                 | 대륙 | 대륙 | 합계 | 합계 |
| 시즌      | 클럽                | 리그      | 출장 | 골   | 출장         | 골           | 출장                   | 골                     | 출장 | 골   | 출장 | 골   |
| 스페인    | 스페인              | 스페인    | 리그 | 리그 | 코파 델 레이 | 코파 델 레이 | 수페르코파 데 에스파냐 | 수페르코파 데 에스파냐 | 유럽 | 유럽 | 합계 | 합계 |
| --------- | ------------------- | --------- | ---- | ---- | ------------ | ------------ | ---------------------- | ---------------------- | ---- | ---- | ---- | ---- |
| 1974–75   | 아틀레틱 빌바오     | 라 리가   | 0    | 0    | 2            | 0            | -                      | -                      | -    | -    | 2    | 0    |
| 1975–76   | 아틀레틱 빌바오     | 라 리가   | 27   | 4    | 1            | 0            | -                      | -                      | -    | -    | 28   | 4    |
| 1976–77   | 아틀레틱 빌바오     | 라 리가   | 10   | 0    | 2            | 0            | -                      | -                      | 4    | 0    | 16   | 0    |
| 1977–78   | 아틀레틱 빌바오     | 라 리가   | 4    | 1    | 0            | 0            | -                      | -                      | 3    | 0    | 7    | 1    |
| 1978–79   | 아틀레틱 빌바오     | 라 리가   | 10   | 1    | 3            | 0            | -                      | -                      | 0    | 0    | 13   | 1    |
| 1979–80   | 아틀레틱 빌바오     | 라 리가   | 30   | 3    | 12           | 4            | -                      | -                      | -    | -    | 42   | 7    |
| 1980–81   | 아틀레틱 빌바오     | 라 리가   | 27   | 4    | 9            | 1            | -                      | -                      | -    | -    | 36   | 5    |
| 1981–82   | 아틀레틱 빌바오     | 라 리가   | 31   | 6    | 7            | 0            | 0                      | 0                      | -    | -    | 38   | 6    |
| 1982–83   | 아틀레틱 빌바오     | 라 리가   | 24   | 4    | 5            | 0            | 2                      | 0                      | 1    | 0    | 32   | 4    |
| 1983–84   | 아틀레틱 빌바오     | 라 리가   | 28   | 2    | 7            | 0            | 0                      | 0                      | 4    | 1    | 39   | 3    |
| 1984–85   | 아틀레틱 빌바오     | 라 리가   | 31   | 3    | 6            | 2            | 2                      | 0                      | 2    | 0    | 41   | 5    |
| 1985–86   | 아틀레틱 빌바오     | 라 리가   | 31   | 5    | 6            | 1            | -                      | -                      | 6    | 0    | 43   | 6    |
| 1986–87   | 아틀레틱 빌바오     | 라 리가   | 24   | 2    | 5            | 0            | -                      | -                      | 3    | 0    | 32   | 2    |
| 1987–88   | 아틀레티코 마드리드 | 라 리가   | 13   | 0    | 4            | 0            | -                      | -                      | -    | -    | 17   | 0    |
| 1988–89   | 아틀레티코 마드리드 | 라 리가   | 14   | 0    | 8            | 0            | -                      | -                      | 0    | 0    | 22   | 0    |
| 1989–90   | 아틀레티코 마드리드 | 라 리가   | 8    | 0    | 0            | 0            | -                      | -                      | 2    | 0    | 10   | 0    |
| 합계      | 스페인              | 스페인    | 312  | 35   | 77           | 8            | 4                      | 0                      | 25   | 1    | 418  | 44   |
| 경력 합계 | 경력 합계           | 경력 합계 | 312  | 35   | 77           | 8            | 4                      | 0                      | 25   | 1    | 418  | 44   |

### 국가대표팀 득점 기록
| # | 날짜             | 경기장                        | 상대       | 점수 | 결과 | 대회                      |
| - | ---------------- | ----------------------------- | ---------- | ---- | ---- | ------------------------- |
| 1 | 1984년 5월 26일  | 스위스 제네바 샤르미유        | 스위스     | 0–4  | 0–4  | 친선경기                  |
| 2 | 1984년 11월 14일 | 스코틀랜드 글래스고 햄던 파크 | 스코틀랜드 | 2–1  | 3–1  | 1986년 FIFA 월드컵 예선전 |
| 3 | 1986년 6월 18일  | 멕시코 케레타로 라 코레히도라 | 덴마크     | 1–3  | 1–5  | 1986년 FIFA 월드컵        |
| 4 | 1986년 10월 15일 | 독일 하노버 니더작센슈타디온  | 서독       | 2–2  | 2–2  | 친선경기                  |

## 수상

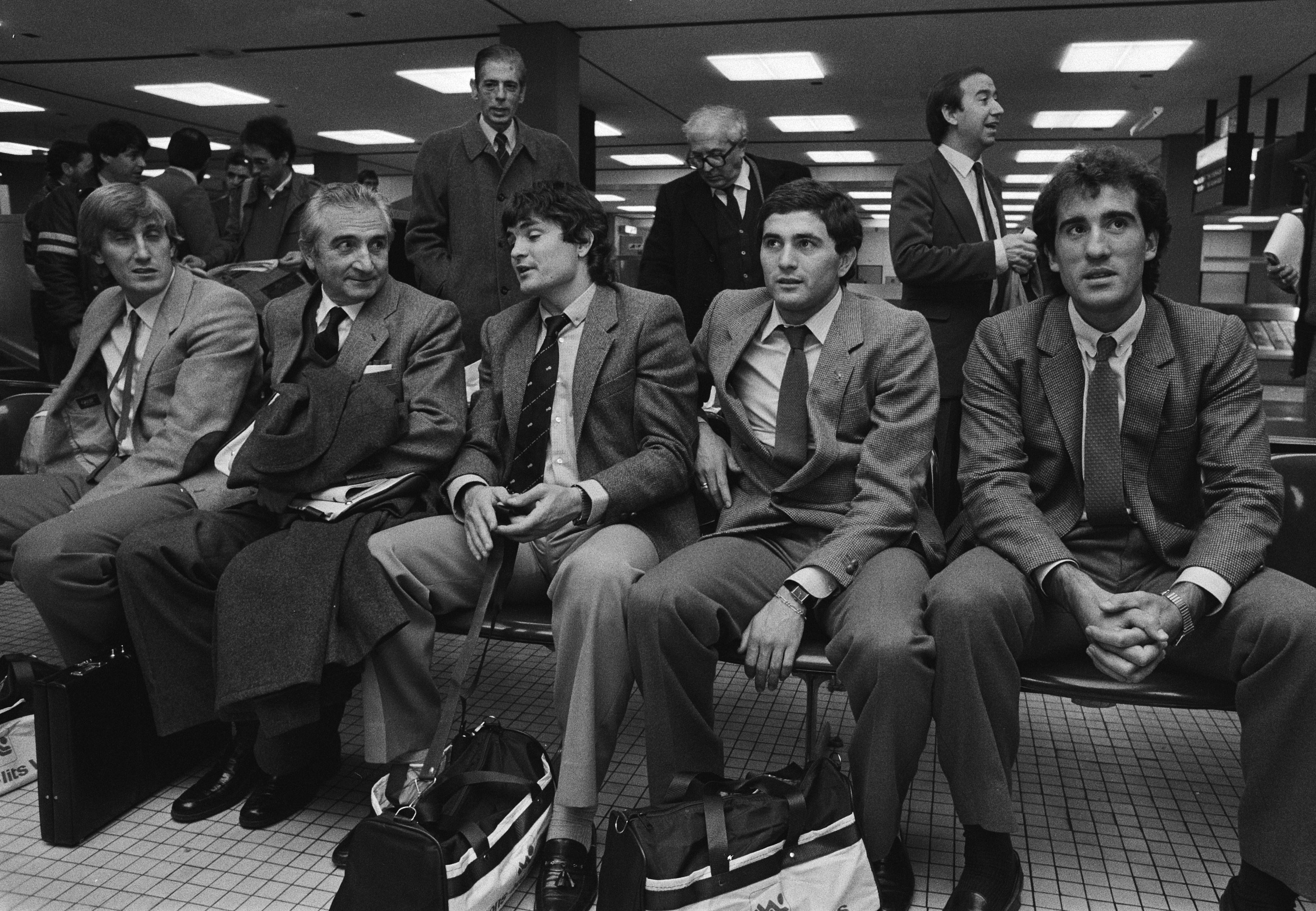
1983년 국가대표팀의 안토니오 마세다, 미겔 무뇨스 감독, 호세 안토니오 카마초, 라파엘 고르디요, 그리고 안도니 고이코에체아

### 클럽
아틀레틱 빌바오
- 라 리가: 1982–83, 1983–84
- 코파 델 레이: 1983–84
- 수페르코파 데 에스파냐: 1984

### 국가대표팀
스페인
- UEFA 유럽 축구 선수권 대회 준우승: 1984

### 감독
스페인 U-21
- UEFA U-21 축구 선수권 대회
  - 준우승: 1996
  - 3위: 1994